# Grimonviller
Grimonviller é uma comuna francesa na região administrativa de Grande Leste, no departamento de Meurthe-et-Moselle. Estende-se por uma área de 4,78 km². Em 2010 a comuna tinha 91 habitantes (densidade: 19 hab./km²).